# The Faces
The Faces – angielski zespół rock and rollowy, działający od 1969 do 1975 roku.
Po odejściu Steve’a Marriota pozostali członkowie Small Faces poprosili byłego basistę zespołu The Jeff Beck Group Rona Wooda aby został w ich zespole gitarzystą i wokalistą. Na to pierwsze wyraził zgodę, a na wokalistę zaproponował wtedy jeszcze mało znanego Roda Stewarta.
Grupa nagrała wiele piosenek takich jak "Stay with Me", "Maggie May", "You Can Make Me Dance, Sing or Anything" czy "I'd Rather Go Blind". Zespół bardzo szybko wspinał się na szczyty światowych list przebojów. Miejscami miał większą popularność od The Rolling Stones. W 1971 Rod Stewart w 1969 podpisał kontrakt, który mówił o wydaniu przez Roda trzech solowych albumów. Wszystkie utwory, które grali i tworzyli the Faces zostały przypisane Stewartowi. Zespół zostawał w cieniu Stewarta. Po wydaniu w 1971 r. przez Roda Stewarta płyty Every Picture Tells a Story z wielkim hitem "Maggie May" zaczęły się pierwsze poważniejsze kłótnie w zespole.
W 1973 basista Ronnie Lane opuścił grupę. Jego miejsce zajął Japończyk Tetsu Yamauchi. W 1974 The Faces dali ostatni koncert, na którym wystąpił z nimi gościnnie gitarzysta zespołu the Rolling Stones Keith Richards. W 1975 Ronnie Wood dołączył do zespołu The Rolling Stones. W grudniu 1975 r. Stewart ogłosił oficjalny rozpad zespołu, mimo że ten praktycznie nie istniał już od ponad roku.
Perkusista Kenney Jones przyłączył się do zespołu The Who, w którym zajął miejsce tragicznie zmarłego perkusisty Keitha Moona. Ian McLagan otrzymał również propozycję przyłączenia się do The Who, jednak odmówił, ponieważ był wtedy na tournée ze Stonesami. W późniejszym czasie stworzył własny zespół, w którym grał do śmierci w 2014 roku.
W 2009 roku odbył się jeden koncert reaktywujący grupę. Oprócz Wooda, Jonesa i McLagana zagrali Bill Wyman, Andy Fairweather Low i gościnni wokaliści.

## Dyskografia

### Albumy
- First Step (1970)
- Long Player (1971)
- A Nod Is as Good as a Wink... to a Blind Horse (1971)
- Ooh La La (1973)
- Coast to Coast: Overture and Beginners (1974)